# جوستين غراهام
جوستين غراهام (بالإنجليزية: Justin Graham)‏ مواليد 10 سبتمبر 1988 في ترلوك، هو لاعب كرة سلة أمريكي. بدأ مسيرته الاحترافية في سنة 2011. يبلغ طوله 6 قدم 4 بوصة (1.9 م).

## المسيرة الاحترافية
لعب مع نادي إنتر براتيسلافا لكرة السلة من سنة 2012 إلى 2014، ثم لعب مع إنتر براتيسلافا في موسم 2014–2015، ثم لعب مع كانتربيري رامز في سنة 2016.

## روابط خارجية
- جوستين غراهام على موقع كلية كرة السلة في سبورتس رفرنس.كوم (الإنجليزية)
- جوستين غراهام على موقع ريلجم (الإنجليزية)
- جوستين غراهام على موقع بروبوليرز (الإنجليزية)